# GiveDirectly
GiveDirectly ist eine Wohltätigkeitsorganisation in New York City, die ein elektronisches Bezahlsystem nutzt, um Armut durch direkte Geldtransferleistungen an bedürftige Menschen zu bekämpfen. Seitdem finanziert sie sich durch z. T. namhafte Spender. Im Rahmen der Diskussion um ein bedingungsloses Grundeinkommen hat GiveDirectly eine großangelegte Feldstudie angekündigt, die internationale Aufmerksamkeit erhielt.
Die Organisation wurde 2009 von Studenten ins Leben gerufen, um zu demonstrieren, dass direkte Transferzahlungen entwicklungsökonomisch effektiver und nachhaltiger sind als Maßnahmen im Rahmen der traditionellen Entwicklungszusammenarbeit wie der Bau von Brunnen, Schulen oder gar Sachspenden, deren Wirkung oft durch Misswirtschaft, Korruption oder Zweckentfremdung behindert wird. In einem geschlossenen Personenkreis wurde das System zunächst getestet. 2011 wurde die Organisation offiziell gegründet. Sie finanziert sich zu einem großen Teil aus Spenden, die zu 93 Prozent direkt an die Empfänger weitergereicht werden sollen.
Der Facebookmitgründer Chris Hughes und Jacqueline Fuller, Chefin von Google Giving, sind im Vorstand von GiveDirectly aktiv.

## Corona-Nothilfe in den USA und in Afrika
Aufbauend auf der Erfahrung mit der Auswahl von Bedürftigen und der Abwicklung von Zahlungen über handybasierte elektronische Bezahlsysteme hat GiveDirectly bereits im April 2020 mit Corona-Hilfsprogrammen für Bedürftige in den USA sowie in verschiedenen afrikanischen Ländern begonnen. In den USA wurden bis Ende 2020 über 177.000 Empfängerinnen und Empfänger in besonders von der Pandemie betroffenen Gebieten unter den Teilnehmern eines bestehenden Hilfsprogramms der US-Bundesregierung, dem Supplemental Nutrition Assistance Program (SNAP), zufällig ausgewählt. Unter den Empfängern sind viele Afro-Amerikaner. Einige Empfänger konnten nicht fassen, dass sie diese Hilfe tatsächlich erhielten und hielten die Benachrichtigung über den Erhalt der Hilfe anfangs für einen Betrugsversuch. In Afrika wurden 422.000 Empfängerinnen und Empfänger in Slums in Kenia, Liberia, Malawi und Ruanda erreicht. Mit Hilfe lokaler Graswurzelorganisationen, mit denen GiveDirectly bereits von der Pandemie zusammengearbeitet hatte, wurden die Bedürftigsten unter den Empfängern in den drei zuerst genannten Ländern ausgewählt. In Ruanda wurden sie in Zusammenarbeit mit der Regierung ausgewählt. Die Summe betrug im Fall Kenias umgerechnet 90 Dollar pro Familie, ausgezahlt in drei monatlichen Raten.

## Grundeinkommensstudie in Kenia
Die Organisation hat 2016 bekannt gegeben, in einem Experiment zu testen, welche Auswirkungen ein bedingungsloses Grundeinkommen hat. So sollen 6.000 ausgewählte arme Menschen in Kenia und Uganda 10 Jahre lang monatlich etwa 22 US-Dollar ohne Auflagen erhalten. Der Geldtransfer geschieht über Mobiltelefone direkt an die Menschen vor Ort.
Dem zwischen 2009 und 2013 in Namibia durchgeführten Projekt Basic Income Grant wurde u. a. vorgeworfen, dass die Evaluation nicht wissenschaftlichen Standards entspreche. Diese will GiveDirectly erfüllen und wäre damit in der Diskussion um ein bedingungsloses Grundeinkommen die erste großangelegte Feldstudie. Ein erster Zwischenberichte liegt bereits nach einem Jahr vor.

## Kritik
Am 11. März 2014 veröffentlichten Kevin Starr und Laura Hattendorf ein Gutachten über GiveDirectly, in dem sie Geldtransferleistungen als wichtiges Experiment und weniger als gefundene Lösung darstellen. Das GiveDirectly-Projekt habe zwar den Effekt, Menschen für ein Jahr lang aus der absoluten Armut herauszuholen; die Nachhaltigkeit sei jedoch gering im Vergleich zu vielen Maßnahmen der Entwicklungszusammenarbeit. So hätte eine einmalige Zahlung von 382 US-Dollar bewirkt, dass arbeitslose Jugendliche in Uganda nach vier Jahren ein um 41 Prozent höheres Einkommen erzielten als zuvor. Das waren jedoch nur 11 Dollar pro Monat mehr, in drei Jahren also 382 Dollar. So habe ein Dollar des bedingungslosen Einkommens nach drei Jahren etwa einen Dollar an zusätzlichem Einkommen geschaffen. Hingegen erzielte ein Bewässerungsprojekt in einer vergleichbaren Region ein mehr als dreifaches zusätzliches Einkommen im Vergleich zum ursprünglichen Investment. Ein Projekt, das die Beschaffung von Lesebrillen förderte, erzielte sogar den 60-fachen Effekt. Diese Vergleichsprojekte seien sorgfältig evaluiert worden.
Die oben erwähnte randomisierte Studie von GiveDirectly in Kenia verzeichnete nach dem ersten Jahr pro ausgezahlten 500 US-Dollar eine Einkommenssteigerung von 28 Prozent. Hochgerechnet auf drei Jahre läge damit das erzielte Zusatzeinkommen pro eingesetztem Dollar bei unter einem Dollar. Die Zahl der hungrigen Kinder sank von 65 auf 57 Prozent, es gab jedoch keine sichtbaren Effekte hinsichtlich Bildung und Gesundheit. Auch kurzfristig erreichte psychosoziale Verbesserungen waren nicht anhaltend. Meist wurde das Geld für Reparaturen von Hüttendächern ausgegeben. Investitionen in Trinkwasserreinigung, Bildung und nichtlandwirtschaftliche Unternehmensgründungen fanden nicht statt. Mit Erstaunen nahm die Organisation auch zur Kenntnis, dass in der kenianischen Region Homa Bay 40 Prozent der Einwohner das Angebot ablehnten, auch weil Gerüchte besagten, dass es mit satanischen Kulten verbunden sei.
Holden Karnofsky von GiveWell veröffentlichte eine Reaktion auf die Kritik von Starr und Hattendorf, bei der er ihre Art der Wirkungsmessung in Frage stellt. Auch GiveDirectly ging in ihrem Blog auf die Kritikpunkte ein und argumentiert unter anderem gegen einen Mangel an Evidenz.